# Marcus Valerius Messalla (Konsul 161 v. Chr.)
Marcus Valerius Messalla war ein römischer Politiker im 2. Jahrhundert v. Chr. Er war Konsul des Jahres 161 v. Chr. mit Gaius Fannius Strabo und Zensor im Jahre 154 v. Chr. zusammen mit Gaius Cassius Longinus.
Er war der Sohn des gleichnamigen Konsuls von 188 v. Chr., Marcus Valerius Messalla. Sowohl während des Konsulats als auch während der Zensur scheint Messalla im Schatten seiner Amtskollegen gestanden zu haben. Es wird vermutet, dass seine persönliche Unbedeutendheit eine Ursache dafür war, dass in den folgenden beiden Generationen kein Mitglied seiner Familie mehr höhere Ämter erreichte.